# 52-es busz (Salgótarján)
A salgótarjáni 52-es busz a Helyi Autóbusz-állomás - Idegér - Somlyóbánya - Helyi Autóbusz-állomás útvonalon közlekedik. Útvonalán szóló autóbuszok közlekednek. Menetideje 37 perc.
A járat csak munkanap és szabadnap közlekedik egyszer, ezáltal kiszolgálva a piacot. Mind a két naptípusnál 10:40-kor indul a járat a Helyi Autóbusz-állomásról.